# Bur
En bur är en inhägnad gjord av nät, galler eller vajer för att hålla människor och djur i fångenskap, eller för att skydda dem. Burar finns i hem för små djur som hamstrar, marsvin och undulater, och på zoo för stora djur som lejon och giraffer. Burar har använts som fångstredskap. Av denna anledning har den varit känd som en jaktaccessoar, som ofta användes vid tjuvjakt eller helt enkelt för att beslagta djur.
En bur i fångenskap är speciellt justerad för att passa en speciell djurart.

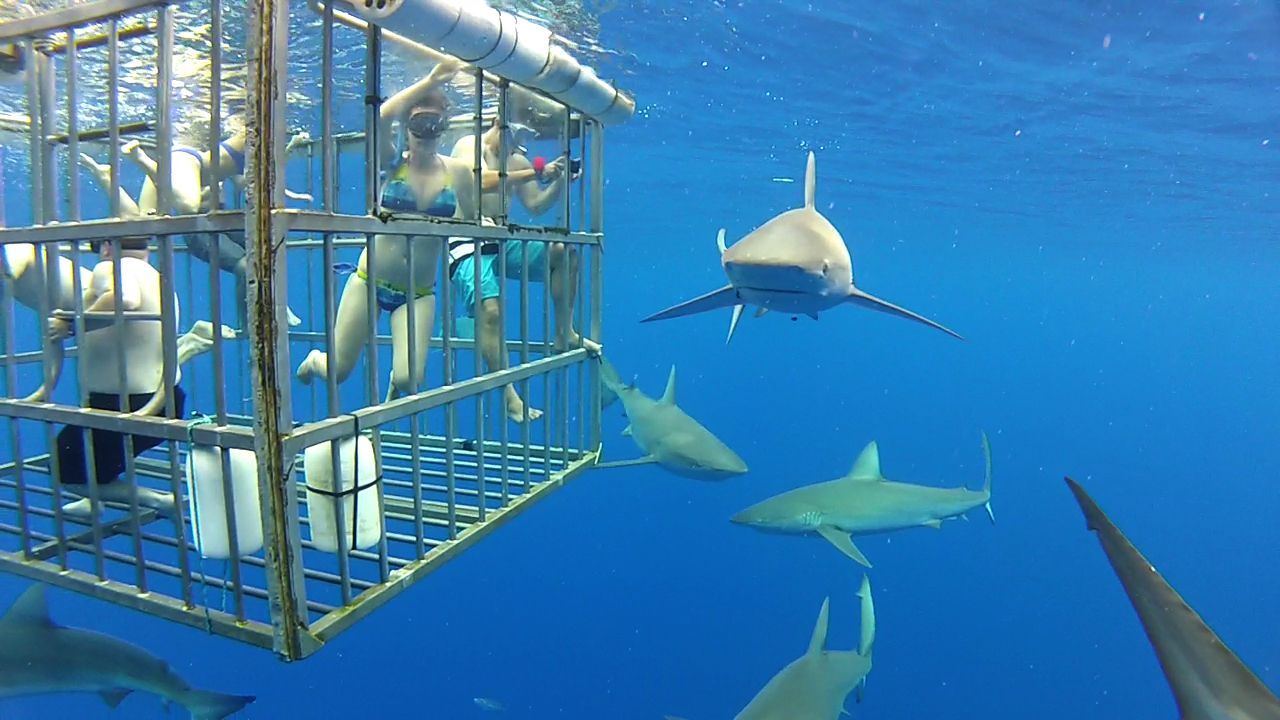
Hajar som simmar utanför en bur med människor.